# بات هوغن
بات هوغن (بالإنجليزية: Pat Hogan)‏ هو ممثل أمريكي، ولد في 3 فبراير 1920 في الولايات المتحدة، وتوفي في 21 نوفمبر 1966 بلوس أنجلوس في الولايات المتحدة.

## وصلات خارجية
- بات هوغن على موقع IMDb (الإنجليزية)
- بات هوغن على موقع قاعدة بيانات الفيلم (الإنجليزية)